# 三和大神

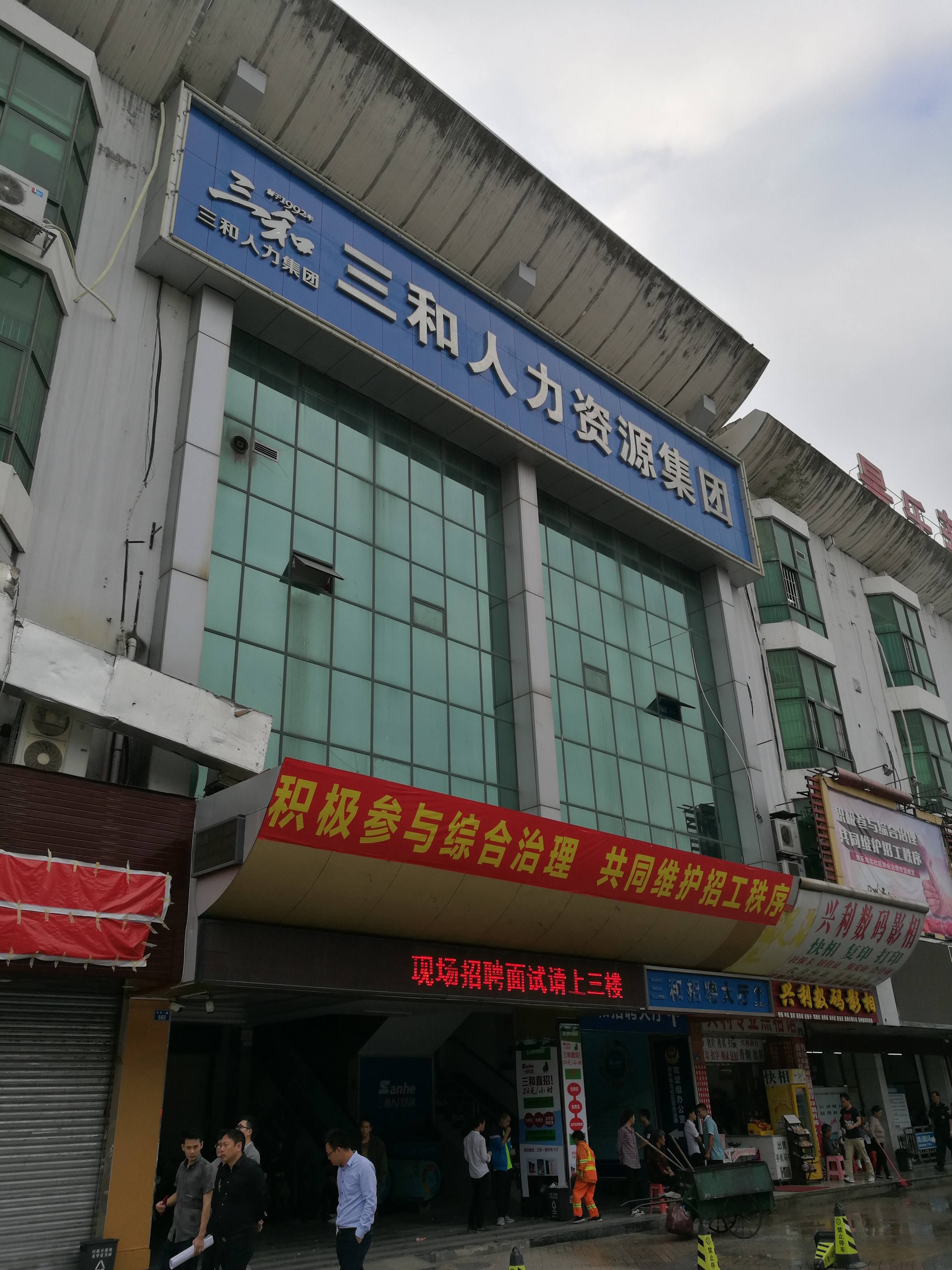
三和人才市场

三和大神是生活于中国广东省深圳市龙华区景乐新村附近的一群居无定所、以极低成本生活的打工者的统称，在中国网络上形成了独特的中國亚文化。
2017年起，深圳市政府对该地区实施治安整治及城中村综合改造。2020年，三和人才市场搬迁，原址重建为“奋斗者广场”。

## 简介
“三和”一词源自该区域最大的人力资源公司名称。2005年，以三和、海新信等为主的众多职介机构、劳务派遣公司陆续进驻景乐新村，逐渐形成招聘普工的“职介一条街”，成为深圳全市乃至全国普工劳动力市场的集散地。部分求职者长期滞留于此，形成了独特的“亚文化群体”，他们居无定所，多以日结薪资的临时工为生，号称“做一天可以玩三天”。这些打工者有的甚至没有身份证，身负债务，与家人鲜有来往。有的打工者因失去身份证无法购票，甚至无法离开三和地区；有的打工者则因长期身处极端贫苦而散漫的环境无法重新融入主流社会，不再主动离开。
对“三和大神”这一群体的早期报道，触乐在2017年5月3日发布了《在三和玩游戏的人们》，这篇文章引起了广泛传播，媒体进行转载，并引起讨论。稍迟，作者发布了采访手记，补充了一些删减内容，以及自己对采访和人群的看法。触乐的报道本身关注于人与游戏的关系，报道的传播引起了其他媒体对这一特殊群体的生活状态的关注，纷纷派出记者，一时间涌现了诸多后续采访与报道，如网易看客栏目《卖掉身份证后，我成为了三和大神》。
2018年5月6日，NHK拍摄了纪录片《三和人才市场：中国日结1500日元的年轻人们》，使得这一群体进一步让公众熟知。

## 黑话
- “海信大酒店”：指的是“三和大神”的活动中心“海新信”，由于“海新信”太拗口被大神们称作“海信”。因晚上很多大神露宿在“海信”门口，与市场对面的旅馆形成鲜明对比，而被戏称为“海信大酒店”。
- 挂逼：三和群体的象征性概念，常指遇到了特别困难的情况，比如身无分文，有时也指身亡。[14]但大多时候指的是基本上身无分文又无事可做的状态。进入“挂逼”状态时在三和所能买到的最廉价的商品则被称为“挂逼×”，如人民币五元一碗的“挂逼麵”（清汤麵），五角一支的“挂逼烟”（“红双喜”牌），两元两升的“挂逼水”（也叫“大水”，一般为“清蓝”牌），十五元一晚的“挂逼床位”等。
- 团饭：在网上向他人乞讨以求吃一顿饭。
- 稳住：指进入正规工厂打长工。
- 修车：指嫖娼。
- 三两瓶：指聚会喝酒。
- 开宝箱：指翻垃圾桶里面吃喝或者用的东西。